# Hypoctonus dawnae
Hypoctonus dawnae är en spindeldjursart som beskrevs av Gravely 1912. Hypoctonus dawnae ingår i släktet Hypoctonus och familjen Thelyphonidae. Inga underarter finns listade i Catalogue of Life.